# Laurbjerg
Laurbjerg er en by i Østjylland med 942 indbyggere  (2024), beliggende 7 km syd for Langå og 10 km vest for Hadsten. Byen ligger i Region Midtjylland og hører til Favrskov Kommune.
Laurbjerg ligger i Laurbjerg Sogn, og Laurbjerg Kirke ligger i byen.
I Laurbjerg ligger den 4-stjernede restaurant Fru Larsen, hvis kok Tommy Friis blev Årets kok i 2010, da han var på Molskroen.

## Historie
Laurbjerg var i 1682 en landsby bestående af 7 gårde og 6 huse med jord. Det samlede dyrkede areal udgjorde 283,8 tønder land skyldsat til 41,36 tønder hartkorn. Dyrkningsformen var græsmarksbrug med tægter.

### Jernbanen
Laurbjerg fik station på Jyllands første jernbane Aarhus-Randers-banen fra 1862. Stationen blev lagt lige nordvest for landsbyen, der hvor landevejen krydsede Lilleå ved Bøsbro. Oprindelig lå kroen syd for åen, Gammel Bøsbrokro ved Kongstrup, men Ny Bøsbrokro blev lagt nord for åen, og kombinationen af jernbane og bro gjorde, at der snart voksede en ny stationsbybebyggelse op tværs over åen med forbindelser ned mod landsbyen. De sammensatte forhold gjorde det vanskeligt at opgøre samlede indbyggertal for bebyggelsen. Frem til og med 1916 skelnede man mellem Laurbjerg by og Laurbjerg stationsby, men fra 1921 blev de regnet som een bebyggelse.
I 1875 beskrives byen således: "Laurbjerg med Kirke, Præstegaard, Skole og Jernbanestation".
Omkring århundredeskiftet omtales byen således: "Lavrbjærg med Kirke, Præstegd., Skole, Forsamlingshus (den gamle Skole) med Telefonst., Lægebolig, Andelsmejeri, Savmølle, Jærnbane- og Telegrafst."
Byen blev jernbaneknudepunkt i 1908, da Diagonalbanens etape Silkeborg-Laurbjerg (Gjernbanen) blev indviet.
I 1901 havde ifølge de officielle opgørelser Laurbjerg by 78 indbyggere og stationsbyen 268 indbyggere, i 1906 havde byen 113 indbyggere og stationsbyen 290 indbyggere, i 1911 havde byen 155 indbyggere og stationsbyen 270 indbyggere, i 1916 havde byen 219 indbyggere og stationsbyen 274 indbyggere. Forandringerne må til dels skyldes uens opgørelsesmåder ved de forskellige tællinger.
Befolkningsudviklingen fordelt på delområder var:
| Bydel                | 1901  | 1906  | 1911 | 1916 |
| -------------------- | ----- | ----- | ---- | ---- |
| Laurbjerg by         | 78    | 113   | 155  | 219  |
| Laurbjerg stationsby | 268   | 191   | 270  | 274  |
| i Laurbjerg Sogn     | -     | 113   | 192  | 203  |
| i Hovlbjerg Sogn     | -     | 78    | 78   | 71   |
| I alt                | (346) | (304) | 425  | 493  |

### Mellemkrigstiden
I mellemkrigstiden var Laurbjerg stagnerende: 649 indbyggere i 1921, 587 indbyggere i 1925, 580 indbyggere i 1930, 892 indbyggere i 1935 og 616 indbyggere i 1940.
Befolkningsudviklingen fordelt på delområder var:
| Bydel            | 1921 | 1925 | 1930 | 1935 | 1940 |
| ---------------- | ---- | ---- | ---- | ---- | ---- |
| i Laurbjerg Sogn | 566  | 496  | 502  | 795  | 516  |
| i Hovlbjerg Sogn | 83   | 91   | 78   | 97   | 100  |
| I alt            | 649  | 587  | 580  | 892  | 616  |

I 1930 var erhvervsfordelingen således: 70 levede af landbrug m.m., 208 af håndværk og industri, 55 af handel, 75 af transport, 13 af immaterielle erhverv, 41 af husgerning, 115 var ude af erhverv og 3 havde ikke opgivet næringsvej.

### Efterkrigstiden
I efterkrigstiden var Laurbjerg svagt stigende: 686 indbyggere i 1945, 766 indbyggere i 1950, 778 indbyggere i 1955, 815 indbyggere i 1960 og 842 indbyggere i 1965.
Befolkningsudviklingen fordelt på delområder var:
| Bydel            | 1945 | 1950 | 1955 | 1960 | 1965 |
| ---------------- | ---- | ---- | ---- | ---- | ---- |
| i Laurbjerg Sogn | 588  | 640  | 646  | 694  |      |
| i Hovlbjerg Sogn | 98   | 126  | 132  | 121  |      |
| I alt            | 686  | 766  | 778  | 815  | 842  |

Diagonalbanen blev nedlagt i 1971. Laurbjerg blev nedrykket til trinbræt i 1972 og helt nedlagt som standsningssted i 1982. Stationsbygningen er bevaret, og syd for byen starter Natursti "Gjernbanen", der er anlagt på Diagonalbanens tracé til Resenbro. I 1952 blev et nyt tracé med større kurveradius taget i brug mellem Laurbjerg og Langå, og der er i dag cykelsti på det gamle banetracé.